# 16164 Янлі
16164 Янлі (16164 Yangli) — астероїд головного поясу, відкритий 5 січня 2000 року.
Тіссеранів параметр щодо Юпітера — 3,299.